# 국립강릉원주대학교 중앙도서관
국립강릉원주대학교 중앙도서관(江陵原州大學校 中央圖書館, Gangneung–Wonju National University Central Library)은 국립강릉원주대학교의 부속 기관으로써 강원특별자치도 강릉시에 위치한 대학 도서관이다.
1946년 개관한 강릉사범학교 도서관이 시초다. 이후 강릉대학이 캠퍼스를 옮기고, 강릉대학교로 승격되면서 강릉대학교 중앙도서관으로 있게되었고, 2007년 원주대학과 통합하면서 2009년 강릉원주대학교 중앙도서관으로 명칭이 변경되었다.

## 역사
국립강릉원주대학교 중앙도서관은 1946년 강릉사범학교의 도서관으로 개관했다. 이후 학교가 현재의 지변캠퍼스로 이전함에 따라 1985년 9월 5일에 약 4,118m²(약 1,248평)의 건물로 개관했다. 이후 2002년 착공되어 2차로 나누어 공사하여 2006년 12월 20일, 약 17,769m² 규모의 현 위치로에서 완전 개관했다. 현재 강릉시에 치의학분관과 단과대학분관 두개의 분관이 설치되어 있으며, 원주캠퍼스가 위치한 원주시에 원주분관이 설치되어 있다.
2016년 기준으로 현재 약 63만권의 자료를 소장하고 있으며, 제23대 전중균 관장이 취임해 있다.

## 같이 보기
- 국립강릉원주대학교
- 국립강릉원주대학교 원주도서관
- 국립강릉원주대학교 박물관